# Antoni Badia i Margarit
Antoni Maria Badia i Margarit (Barcelona, 30 de mayo de 1920-Barcelona, 16 de noviembre de 2014) fue un filólogo y lingüista español que dedicó gran parte de su carrera a la historia y la gramática catalana.

## Biografía
Cursó estudios primarios y bachillerato en la Mutua Escolar Blanquerna, dirigida por el pedagogo Alexandre Galí, quien le aficionó al estudio del lenguaje. Se licenció en Filología Románica por la Universidad de Barcelona en junio de 1943, donde fue a partir de 1948 catedrático de Gramática histórica de la lengua española, y a partir de 1987, de la catalana. Fue también rector de esta universidad desde 1978 a 1986. 
Fue profesor visitante en Múnich, Heidelberg, Georgetown, Wisconsin y en la Sorbona de París. Era además doctor honoris causa de varias universidades, entre las que se encuentran la de Salzburgo, Toulouse, Valencia, Universidad Rovira i Virgili y la propia Sorbona. 
También ostentó la presidencia de la Société de linguistique romane, presidente de la sección filológica del Instituto de Estudios Catalanes, primer presidente de la Associació Internacional de Llengua i Literatura Catalanes, primer presidente del Grup Català de Sociolingüística, presidente de honor en el II Coloquio Internacional de Lengua y Literatura Catalanas en Ámsterdam en 1970, de la Sociedad Catalana de Norteamérica y de la Deutsch-Katalanische Gesellschaft, y presidente del Segundo Congreso Internacional de la Lengua Catalana en 1986, y presidente del VII Congreso de Lingüística y Filología Románicas, en 1953 en Barcelona.
Fue presidente de la Fundació Artur Martorell, director de la revista Estudis Romànics y perteneció a diversos consejos editoriales de revistas de filología catalana. Miembro del Instituto de Estudios Catalanes, de la Real Academia de las Buenas Letras de Barcelona y correspondiente de diversas academias entre las que figura la Real Academia Española. Fue asimismo miembro honorífico de la American Association of Teachers of Spanish and Portuguese. 
En 1995 recibió el Premio de Honor de la Fundació Jaume I, en 1996 el de la Fundació Catalana de la Recerca, en 1999 la Medalla al Mérito Científico del ayuntamiento de Barcelona y en 2003 el Premio de Honor de las Letras Catalanas.
Falleció el 16 de noviembre de 2014.

## Obras
Su obra científica incluye más de seiscientos títulos, con más de cincuenta libros entre los que figuran:
- Los complementos pronominalo-adverbiales derivados de ibi e inde en la Península Ibérica. Madrid: CSIC, 1947
- Gramática histórica catalana (1951, trad. al catalán en 1981)
- Gramática catalana (1962)
- Llengua i cultura als Països Catalans (1964)
- La llengua dels barcelonins (1969)
- La llengua catalana ahir i avui (1973)
- Ciencia y pasión en la lingüística catalana moderna, Barcelona: Universidad de Barcelona, 1976.
- La formació de la llengua catalana (1981)
- Gramàtica de la llengua catalana (1994)
- Ciència i humanitat en el món dels romanistes. Barcelona: Departamento de Filología Catalana, Universidad de Barcelona, 1995.
- Les regles d'esquivar vocables i la «qüestió de la llengua» (1999)
- Apologia i vindicació de la llengua catalana, Valencia: Universidad de Valencia, 2004.
- Diccionari d'antroponimia catalana, Institut d´Estudis Catalans Publicacions

## Biblioteca Badia-Cardús
En 1975 durante el inicio de las actividades del Congreso de Cultura Catalana, el Dr. Badia y su esposa Maria Cardús dieron a conocer la noticia de la donación de su biblioteca y del archivo documental a la Biblioteca de Cataluña. Se trata de un fondo especializado en lingüística, filología y gramática de las lenguas románicas, fundamentalmente del catalán y del castellano, que contiene libros, revistas y numerosos folletos, muchos de los cuales son ejemplares únicos o muy raros.